# 남광희

## 개요
남광희 (1957년 11월 23일 ~ )는 대한민국의 트로트 가수이다. 1957년 충청북도에서 태어났으며, 1977년 그룹 동양의 새별들의 가수로 가요계에 데뷔했다. 주로 트로트 음반을 제작하였으며, 대표적인 곡으로는 "태양의 길목", "쓸만한 여자 쓸만한 남자", "결혼 전 결혼 후"가 있다.

## 방송 출연
- 1994년 10월 1일 방영된 SBS의 《그것이 알고 싶다》 118회 '연예인 폭력 피해' 회차에 출연하여 피해 사실을 인터뷰했다. 이 방송에서 남광희(당시 밤무대 모창가수 신수봉으로 활동)는 1992년 한모 씨에게 납치 및 폭행당한 뒤 출연료를 강탈당했다고 주장했다.[3][4]
- MBN의 시사 프로그램인 《특종세상》에 출연했다.[5] 이 방송에서는 모든 건물이 자신의 소유라고 주장하거나, 자신이 저작권을 강탈당했다는 일방적인 주장이 나와 있다.

## 논란
- 1999년 남광희는 가수 심수봉을 스토킹하다 경찰에 구속된 뒤 재판에 넘겨졌다.[6]